# Notopleura albens
Notopleura albens är en måreväxtart som beskrevs av Charlotte M. Taylor. Notopleura albens ingår i släktet Notopleura och familjen måreväxter. Inga underarter finns listade i Catalogue of Life.